# Melbourne Village
Melbourne Village est une ville américaine située dans le comté de Brevard en Floride.

## Démographie
| 1960 | 1970 | 1980  | 1990 | 2000 | 2010 |
| ---- | ---- | ----- | ---- | ---- | ---- |
| 458  | 597  | 1 004 | 591  | 706  | 662  |

Selon le recensement de 2010, Melbourne Village compte 662 habitants. La municipalité s'étend sur 0,59 milles carrés (1,53 km2).